# Carles Juanmartí Santiago
Carles Juanmartí i Santiago (La Seu d'Urgell, 20 de desembre de 1978) és un esportista català. Ha competit com canoer d'eslàlom des de mitjans de la dècada del 90 i ha guanyat dues medalles de bronze als campionats celebrats a casa, el Campionat Mundial de Piragüisme en Eslàlom de 2009. Juanmartí també ha competit en dues Olimpíades d'estiu, amb el seu millor resultat l'11è en el K-1 a Atenes el 2004.